# Lim Hwee Hua

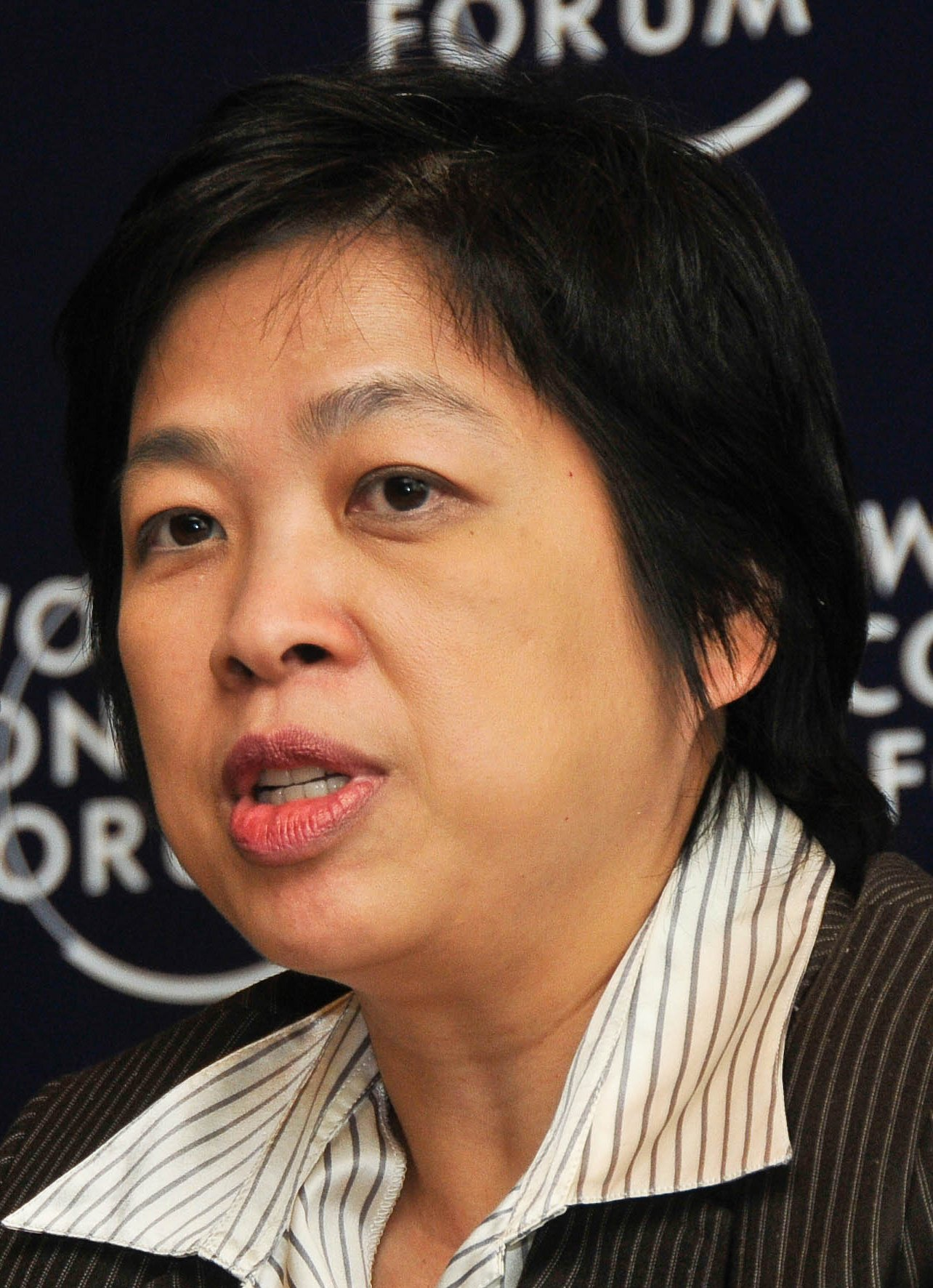
Lim Hwee Hua (2009)

Lim Hwee Hua (* 26. Februar 1959 in Singapur) ist eine ehemalige singapurische Politikerin (PAP). Derzeit ist sie der Executive Director von Tembusu Partners Private Limited und Senior Advisor von Kohlberg Kravis Roberts & Co. Als sie 2009 zur Ministerin im Amt des Premierministers ernannt wurde, war sie die erste Frau, die im Kabinett Singapurs tätig war. Außerdem war sie auch die zweite Finanzministerin und gleichzeitig Verkehrsministerin. Lim verlor ihren Sitz im Parlament bei den Parlamentswahlen im Jahr 2011, als sie für die People’s Action Party antrat und von der Workers’ Party of Singapore in ihrem Wahlkreis (Aljunied Group Representation Constituency) geschlagen wurde. Daraufhin gab sie bekannt, dass sie sich aus der Politik zurückziehen werde.

## Bildung
Nachdem sie an der Raffles Institution einen Abschluss erlangte, bekam Lim ein Stipendium, um an der University of Cambridge zu studieren. Sie studierte dort Mathematik und Technik und schloss ihr Studium im Jahr 1981 ab. Im Jahr 1989 erwarb sie einen Master of Business Administration in Finanzen an der University of California.

## Karriere

### Frühe Karriere
Lim begann ihre Karriere als Verwaltungsangestellte in den Ministerien für Finanzen, Bildung und Recht. 1989 wechselte sie als Investmentanalystin zur Swiss Bank Corporation und 1992 zu Jardine Fleming, wo sie als Leiterin der Forschung und Geschäftsentwicklung tätig war. Im Jahr 2000 wechselte Lim zu Temasek Holdings. Zunächst als Managing Director für Unternehmensführung und später für strategische Beziehungen. Während ihrer Zeit bei Temasek Holdings saß sie in Aufsichtsräten von PSA International, Keppel Corporation und Mapletree Investments.

### Politische Karriere
Lim wurde für die Marine Parade Group Representation Constituency sowohl bei den Wahlen im Jahr 1997, als auch im Jahr 2001 gewählt. Von April 2002 bis August 2004 war sie stellvertretende Parlamentspräsidentin und Vorsitzende des Ausschusses für öffentliche Finanzen. Lim wurde am 12. August 2004 zum Staatsminister für Finanzen und Verkehr ernannt.
Bei den Parlamentswahlen im Jahr 2006 trat Lim für die Aljunied Group Representation Constituency an und wurde zusammen mit George Yeo, Cynthia Phua, Yeo Guat Kwang und Zainul Abidin gewählt. Am 1. April 2008 wurde sie zur Senior-Staatsministerin für Finanzen und Verkehr befördert.
Als Lim am 1. April 2009 Ministerin im Amt des Premierministers, zweite Finanzministerin und zweite Verkehrsministerin wurde, war Lim die als die erste Frau in der Geschichte des singapurischen Kabinettes.
Zwischen 2002 und 2011 war Lim Mitglied des zentralen Exekutivkomitees der PAP und Vorsitzende des Frauenflügels der Partei. Sie wurde am 31. März 2010 in die hall of Fame der Singapore Council of Women’s Organization (SCWO) aufgenommen und erhielt am 23. April 2010 die Auszeichnung „Woman of the Year“ („Frau des Jahres“).
Die Parlamentswahlen im Jahr 2011 bestritt Lim in der Aljunied Group Representation Constituency. Sie verlor ihren Wahlkreis an die Workers’ Party of Singapore. Aus diesem Grund war Lim nicht in der Lage weiterhin im Kabinett zu dienen. Sie kündigte an sich aus der Politik zurückzuziehen.

### Post-politische Karriere
Nach ihrem Ausscheiden aus der Politik wurde Lim 2011 zum Non-Executiv Director bei Jardine Cycle & Carriage ernannt. Im Oktober 2011 wurde Lim zum Senior Advisor der globalen Investmentfirma Kohlberg Kravis Roberts & Co. ernannt. Lim wurde wenig später im November 2011 zur unabhängigen Non-Executive Director von Ernst & Young ernannt. Außerdem war sie von 2013 bis Januar 2017 Ehrenvorsitzende von The Securities Investors Association, Singapore (SIAS).

## Persönliches Leben
Lim wuchs in einer Familie mit neun Kindern in Tiong Bahru auf. Ihr Vater war ein Teekaufmann. Sie ist mit Andy Lim, einem Partner und Gründer von Tembusu Partners, verheiratet. Zusammen haben sie einen Sohn und zwei Töchter.